# Richard the Brazen
Richard the Brazen è un film muto del 1917 diretto da Perry N. Vekroff, uscito nelle sale statunitensi il 23 luglio 1917. La sceneggiatura di A. Van Buren Powell si basa sull'omonimo romanzo di Cyrus Townsend Brady e di Edward Peple pubblicato a New York nel 1906.
Interpretato da Alice Joyce, è uno dei primi ruoli di una qualche importanza per Agnes Ayres che interpreta la cugina della protagonista a causa della leggera somiglianza tra le due attrici.

## Trama
Il texano Richard Williams e Lord Croydon, agente del governo britannico, giungono insieme negli Stati Uniti dal Regno Unito. Poiché Croydon viene ferito in un incidente d'auto, il suo amico Richard si offre di sostituirlo nelle contrattazioni con Renwyk, un industriale di materiale bellico. Renwik scambia Williams per Croydon, e quando Richard conosce Harriet, la figlia dell'industriale, lui accetta in maniera sfacciata di interpretare quel ruolo.
L'equivoco si ingarbuglia quando arriva dai Renwik anche Bill Williams, il padre di Richard, che, negli affari, è un concorrente di Croydon.

## Produzione
Il film fu prodotto dalla Vitagraph Company of America.

## Distribuzione
Il copyright del film, richiesto dalla The Vitagraph Co. of America, fu registrato il 23 luglio 1917 con il numero LP11111. Lo stesso giorno il film, distribuito dalla Greater Vitagraph (V-L-S-E), uscì anche nelle sale cinematografiche statunitensi.
Non si conoscono copie ancora esistenti della pellicola che viene considerata presumibilmente perduta.